# Грб Александрова Лођског
Грб Александрова Лођског настао је неколико година по оснивању града.
Оснивач Александрова Лођског да би придобио владареву наклоност даје име граду по руском цару који је владао и Пољском Александру I.
Он је представљен као:
у светло црвеном пољу зид од цигала са усправним капијским отвором на који се наслања слово А.